# 오니 (폐기물)

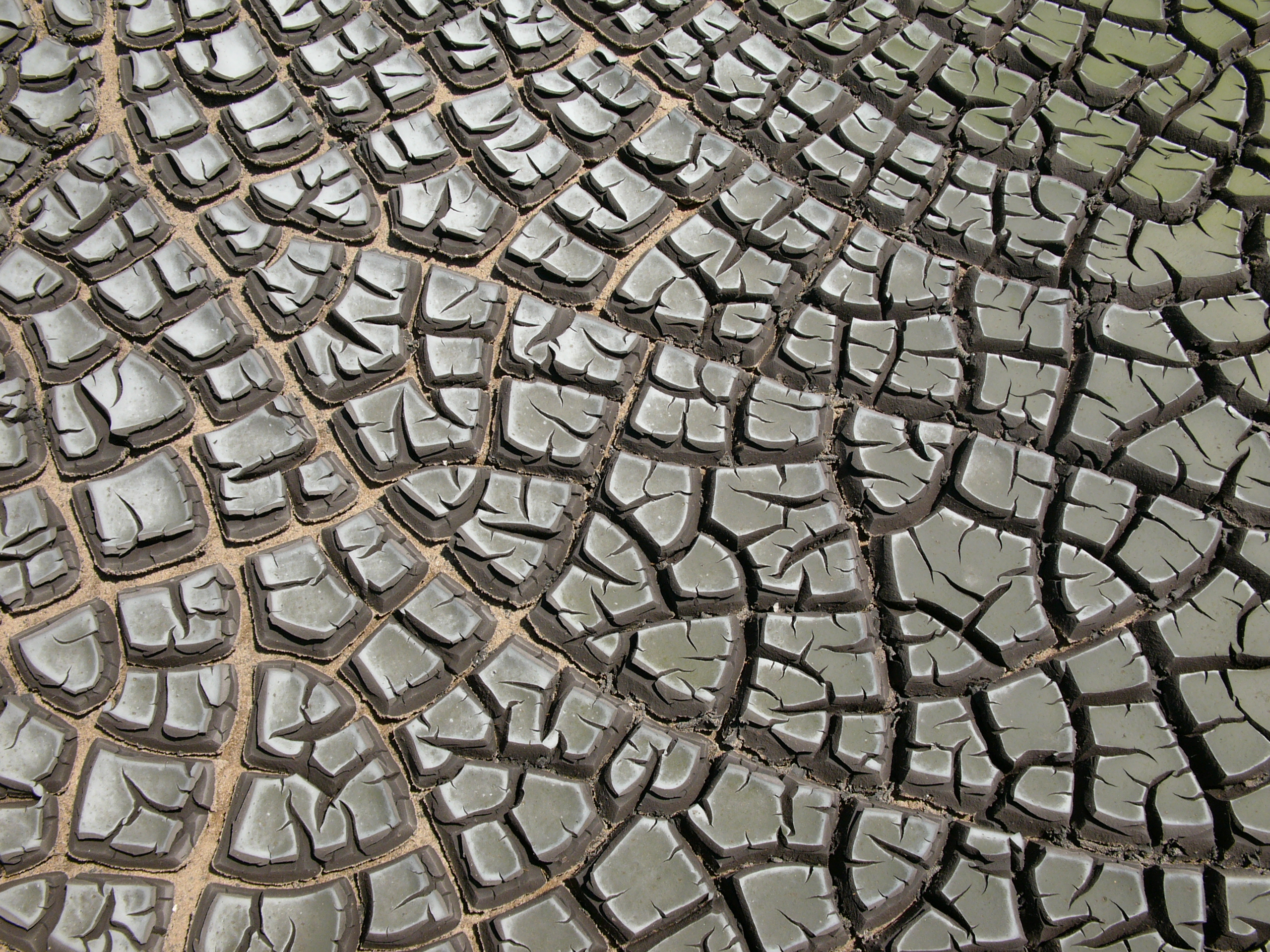
말라 비틀어진 오니

오니(汚泥, 영어: sludge)는 하천이나 호수 바닥의 퇴적된 오염된 흙이다.

## 같이 보기
- 부산물
- 오수
- 헝가리 알루미늄 공장 적니유출사고